# Regentijd
De regentijd is de jaarlijkse periode met veel neerslag in de tropen. 
Wanneer het begin van de regentijd samenvalt met een verandering in de overheersende windrichting, wordt gesproken van moesson.

## Oorzaak
Het weer in de tropen wordt gedomineerd door de tropische regenzone, die in een jaar heen en weer beweegt van de noordelijk gelegen tot de zuidelijk gelegen tropen. De tropische regenzone ligt van april tot september op het noordelijk halfrond en de noordelijk gelegen tropen maken dan een regentijd door met dagelijks veel neerslag. Van oktober tot maart ligt de regenzone op het zuidelijk halfrond en maken de zuidelijk gelegen tropen een regentijd door. 
De regenzone reikt naar het noorden tot de Kreeftskeerkring en naar het zuiden tot aan de Steenbokskeerkring. Tussen deze breedtegraden is er een regentijd en een droge tijd per jaar. Op de evenaar zijn er twee regentijden en twee droge tijden per jaar omdat de regenzone twee keer per jaar passeert, de ene keer bewegend naar het noorden en de andere keer bewegend naar het zuiden. 
De lokale geografie kan een behoorlijke invloed uitoefenen op deze klimaatpatronen.

## Neerslagverloop
Gewoonlijk begint de dag heet en zonnig, waarna de relatieve luchtvochtigheid toeneemt gedurende de dag en er grote onweersbuien en slagregens in de middag of de avond plaatsvinden. De meeste neerslag valt gedurende de eerste minuten van de buien.

## Effecten
- Door de grote hoeveelheid neerslag neemt het risico op overstromingen, aardverschuivingen en erosie toe.
- Toename van malaria.